# Deklaracja Bulońska
Deklaracja o Istocie Esperantyzmu (esp. Deklaracio pri la Esenco de la Esperantismo), popularnie zwana Deklaracją Bulońską  (Bulonja Deklaracio) – dokument historyczny stojący u podwalin ruchu esperanckiego. Autorem tekstu deklaracji był Ludwik Zamenhof, inicjator języka. Została ona przyjęta przez uczestników I Światowego Kongresu Esperantystów 9 sierpnia 1905 r. w Boulogne-sur-Mer we Francji.

## Treść

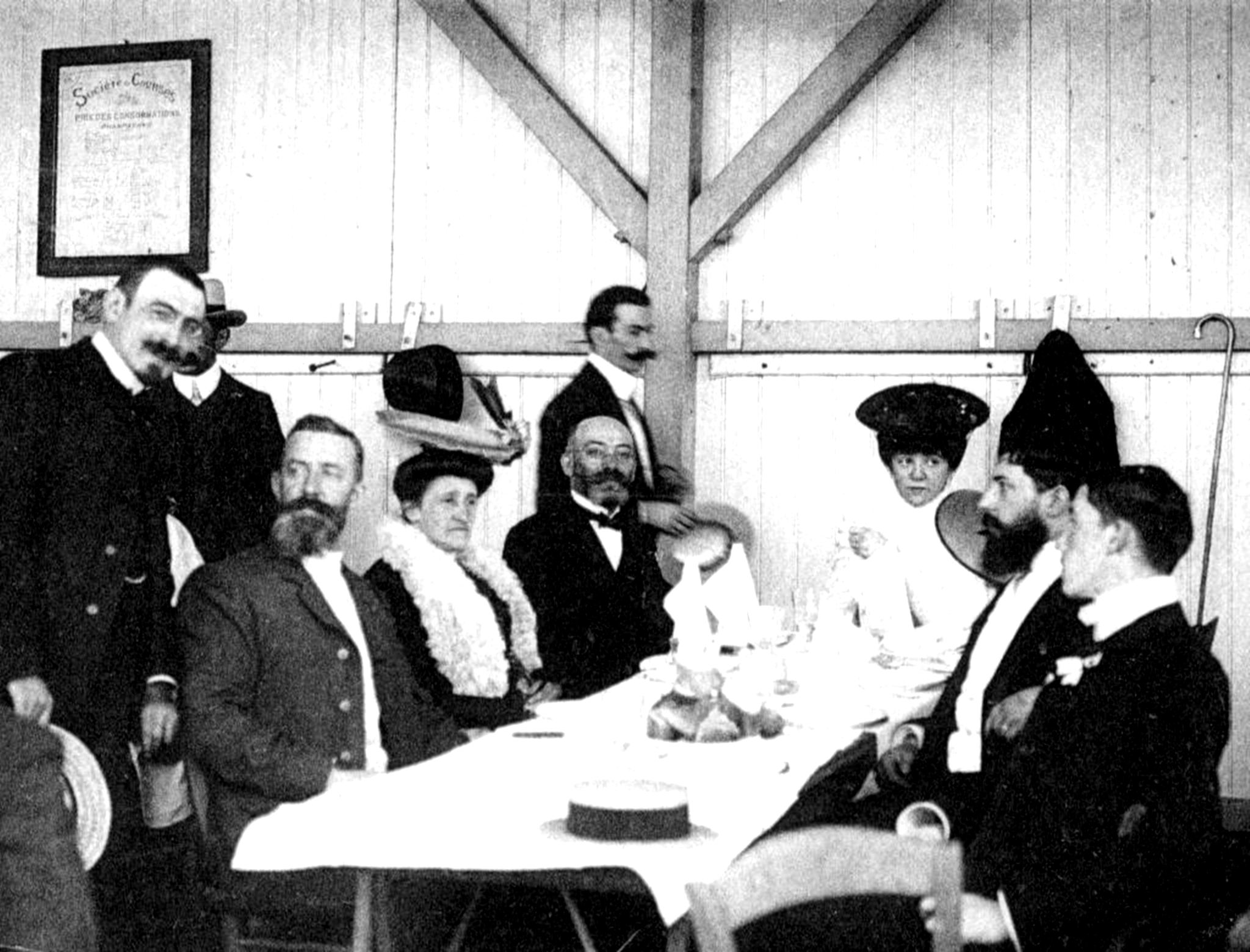
Rodziny Zamenhof i Michaux podczas I Kongresu

Deklaracja Bulońska składa się ze wstępu i pięciu punktów.
Wstęp spisanej przez Zamenhofa deklaracji zawiera wyjaśnienie powodu jej przyjęcia (na temat istoty esperantyzmu wiele osób ma nieprawdziwe wyobrażenie).
1. Esperantyzm (ruch na rzecz esperanta) wspiera rozpowszechnianie języka esperanto jako międzynarodowego języka pomocniczego. Ruch jest neutralny światopoglądowo i nie ma on na celu zastąpienia istniejących języków esperantem.
2. Osoby wspierające esperanto czynią to dlatego, że jest to najbardziej udany projekt języka sztucznego.
3. Esperanto nie należy i nie zależy od nikogo, łącznie z jego inicjatorem. Autorytet językowy należy do najlepiej znających esperanto pisarzy.
4. Jedynym nienaruszalnym dokumentem obowiązkowym dla wszystkich użytkowników języka jest Fundamento de Esperanto. Oprócz tego esperanto nie zależy od żadnej instytucji ani osoby, w tym także od samego Zamenhofa. W przypadku problemu językowego, którego Fundamento nie rozstrzyga, esperantysta ma prawo do dowolnego rozwiązania tego problemu (jednakże zalecane jest stosowanie stylu Zamenhofa).
5. Esperantystą jest osoba używająca języka do dowolnych celów. Członkostwo w organizacjach esperanckich, choć nieobowiązkowe, jest wskazane.